# Sonopresse
Pour l'entreprise de pressage des disques, voir Sonopress.
Sonopresse est un distributeur discographique français de 1958 à 1977.
En 1958, Sonopresse, 117 rue Réaumur, Paris 2e a publié un « Magazine Sonore de l'Actualité » (au prix de 500 francs). Le premier numéro, paru en octobre, se composait de 6 enregistrements accompagné de texte.
Particulièrement actif dans les années 1970, Sonopresse compte à son catalogue des artistes comme Mike Brant, Carlos, Danyel Gérard, Éric Charden, Les Compagnons de la chanson (entre 1973 et 1976), Dalida (de 1970 à 1976), Sophie Hecquet (entre 1973 et 1974), Dick Rivers, Françoise Hardy, Nicole Croisille et Eric Berda. Le fonds du distributeur fut racheté par le groupe EMI en 1977.